# Coche de dos pisos

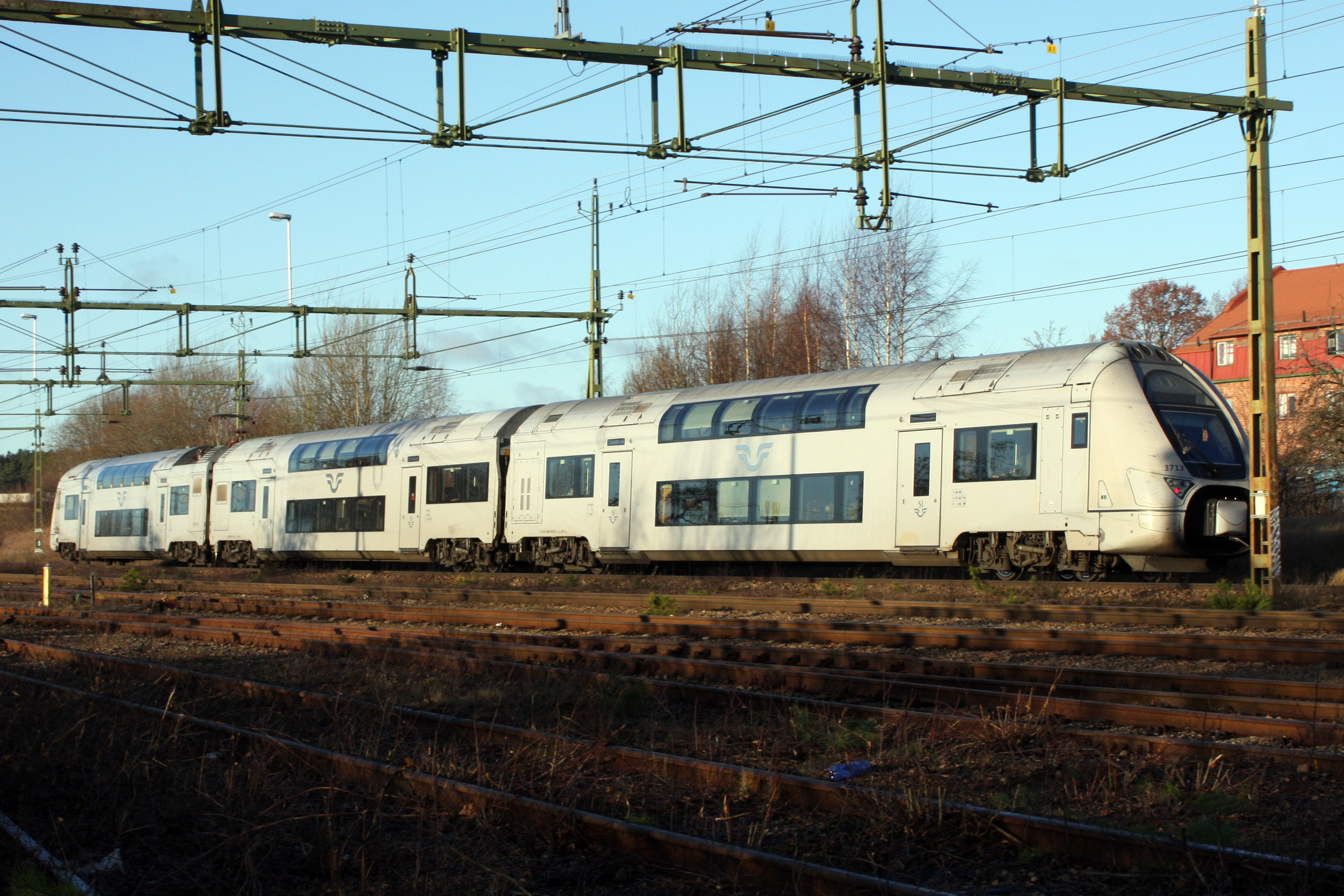
Unidad de tren de dos pisos en Suecia.

Un coche de dos pisos es un vehículo ferroviario destinado al transporte de pasajeros.
Los coches tiene dos niveles a los que se accede mediante escaleras. Esto permite incrementar la capacidad de transporte de un tren sin incrementar su longitud. En el caso de los trenes de pasajeros, el largo del andén limita el largo del tren.
Los coches de dos pisos son utilizados en especial en los servicios suburbanos que necesitan incrementar la capacidad de transporte (especialmente en hora punta).
Los coches utilizados para servicios suburbanos tienen capacidad para transportar 150 pasajeros sentados.